# Distrito de Waldeck-Frankenberg
El  Distrito de Waldeck-Frankenberg (en alemán: Landkreis Waldeck-Frankenberg) es un distrito en la Región de Kassel ubicado en el noroeste del estado federal alemán de Hesse. La población se distribuye aproximadamente entre un 76 % evangélica y un 15 % católica. Con una superficie de 1848 km² es uno de los distritos más grandes del estado de Hessen junto con el distrito de Vogelsberg. La capital del distrito recae administrativamente sobre la ciudad de Korbach.

## Localización
Los territorios vecinos al oeste y al norte es el distrito de Hochsauerland del estado de Renania del Norte-Westfalia, al norte el distrito de Höxter, al este limita con el distrito de Kassel y el distrito de Schwalm-Eder, al sur con el distrito de Marburg-Biedenkopf y al sudoeste con el distrito de Siegen-Wittgenstein del estado de Westfalia. 

## Composición del distrito
(Habitantes a 30 de junio de 2006)
| - 1. Bad Arolsen (16.787) - 2. Bad Wildungen (17.930) - 3. Battenberg (5.654) - 4. Diemelstadt (5.575) - 5. Frankenau (3.466) - 6. Frankenberg (Eder) (19.222) - 7. Gemünden (4.115) - 8. Hatzfeld (3.366) - 9. Korbach (24.374) - 10. Lichtenfels (4.309) - 11. Rosenthal (2.266) - 12. Volkmarsen (6.964) - 13. Waldeck (7.615) | - 1. Allendorf (5.733) - 2. Bromskirchen (1.954) - 3. Burgwald (5.081) - 4. Diemelsee (5.325) - 5. Edertal (6.881) - 6. Haina (3.715) - 7. Twistetal (4.692) - 8. Vöhl (6.211) - 9. Willingen (6.541) |